# Candice Davis
Candice Davis (ur. 26 października 1985 w Ann Arbor) – amerykańska lekkoatletka, specjalizująca się w krótkich biegach płotkarskich.
Największy sukces w dotychczasowej karierze osiągnęła w 2008 r. w Walencji, gdzie zdobyła tytuł halowej wicemistrzyni świata w biegu na 60 m przez płotki.

## Rekordy życiowe
- bieg na 100 m przez płotki – 12,71 – Carson 18/05/2008
- bieg na 60 m przez płotki (hala) – 7,90 – Boston 24/02/2008
- bieg na 100 m – 11,54 – Los Angeles 28/04/2007
- bieg na 60 m (hala) – 7,62 – Göteborg 29/01/2009